# 法蘭克·歐茲
法蘭克·李察·歐茲諾維奇（英語：Frank Richard Oznowicz，1944年5月25日—）或通稱法蘭克·歐茲（英語：Frank Oz），是一名英格蘭出生的美國男演員、木偶師、導演及監製。歐茲以操縱木偶而聞名，參與過的知名作品如布偶電視節目《大青蛙布偶秀》及《芝麻街》。而他也在《星際大戰》系列中飾演尤達並為該角配音。
歐茲也是名導演，執導作品如電影《異形奇花》（1986年）、《騙徒糗事多》（1988年）、《天生一對寶》（1991年）、《新郎向後跑》（1997年）、《大製騙家》（1999年）、《鬼計神偷》（2001年）、《超完美嬌妻》（2004年）、《超完美告別》（2007年），以及電視劇《偷天任務》（2011年）中的一集。

## 外部連結
- 法蘭克·歐茲在互联网电影资料库（IMDb）上的資料（英文）
- TCM电影资料库上Frank Oz的资料（英文）
- 法蘭克·歐茲的X（前Twitter）